# Chloroclystis obscura
Chloroclystis obscura är en fjärilsart som beskrevs av West 1929. Chloroclystis obscura ingår i släktet Chloroclystis och familjen mätare. Inga underarter finns listade i Catalogue of Life.